# النقابات العمالية في الهند
تسجل النقابات العمالية في الهند وتقدم عوائد سنوية بموجب قانون النقابات العمالية (1926). وتجمع إحصاءات النقابات العمالية سنويًا من قبل مكتب العمل التابع لوزارة العمل، حكومة الهند. وفقًا لأحدث البيانات الصادرة لعام 2012، كان هناك 16154 نقابة عمالية يبلغ مجموع أعضائها 9.18 مليون عضو (بناءً على عوائد من 15 ولاية - من إجمالي 28 ولاية و9 أقاليم اتحادية). تنقسم حركة النقابات العمالية في الهند إلى حد كبير على أسس سياسية وتتبع نمط ما قبل الاستقلال للتفاعلات المتداخلة بين الأحزاب السياسية والنقابات. وتناقش النتيجة الصافية لهذا النوع من النظام إذ أن له مزايا وعيوب. وتعد نقابة العمال الهنود (بي إم إس) أكبر نقابة في الهند.
غالبًا ما تكون النقابات العمالية على مستوى الشركة أو الصناعة تابعة لاتحادات أكبر. تمثل أكبر الاتحادات في الدولة العمالة على المستوى الوطني وتُعرف باسم المنظمات النقابية المركزية (سي تي يو أو). ومنذ العام 2002، حين أجري التحقق النقابي الأخير، كان هناك 12 وحدة نقابة عمال معترف بها من قبل وزارة العمل.

## التاريخ
بدأ إنشاء مصانع النسيج والملابس حول المدن الساحلية في بومباي (مومباي الآن) وكلكتا (الآن كولكاتا) ومدراس (تشيناي حاليًا) وسورت في النصف الثاني من القرن التاسع عشر، وأدى ذلك إلى بدايات تشكل القوى العاملة الصناعية في الهند. سُجلت العديد من حوادث الإضرابات والاحتجاجات من قبل العمال خلال هذه الفترة. يعود الفضل في إنشاء أول اتحاد للعمال الهنود إلى جمعية بومباي ميل-هاندس التي أسسها إن إم لوكانده في عام 1890. وكان هذا في الفترة التي أعقبت مباشرة قانون المصانع «الأول» في عام 1881 من قبل الحكومة البريطانية آنذاك. شهدت السنوات التالية تشكيل العديد من الجمعيات والنقابات العمالية. تعتبر أول نقابة مسجلة بوضوح هي اتحاد عمال مدراس الذي أسسه بي. بّي. واديا في عام 1918، بينما كان أول اتحاد نقابي يتأسس هو مجلس نقابات عموم الهند في عام 1920.
بعد النمو السريع للنقابات في وقت قريب من الحرب العالمية الأولى، بدأت الثورة الروسية وتأسست منظمة العمل الدولية (أي إل أو)، بدأ الصراع الصناعي بالازدياد وجرى تسجيل أكثر من 1000 إضراب بين عامي 1920 و1924. تفاقمت موجات الإضرابات مع اعتقال قادة بارزين ونقابيين في قضية «مؤامرة كاونبور» عام 1924، إذ اعتُقل قادة النقابات واتهموا بمحاولة ثورة شيوعية لمحاولة الإطاحة بالحكومة البريطانية الحاكمة. في وقت لاحق، جرى تمرير قانون النقابات العمالية (1926) الذي وضع قواعد التنظيم والمراقبة الدقيقة للنقابات العمالية. في السنة الأولى من بدء العمل بالقانون، سجلت 28 نقابة وقدمت إقرارات بإجمالي عدد 100619 عضوًا. نما عدد النقابات بسرعة بعد ذلك وبحلول وقت استقلال الهند في عام 1947، وكان هناك 2766 نقابة مسجلة تضم أكثر من 1.66 مليون عضو. أدى ذلك إلى تأثير واسع النطاق للنقابات والمنظمات العمالية وأدى إلى سن تشريعات اجتماعية مواتية بشكل كبير في العقد الأول من الاستقلال. ومررت العديد من قوانين العمل الهامة خلال هذا الوقت.

### الاستقلال (1947) حتى التحرير (1991)
بعد استقلال الهند في عام 1947 وتشكيل الجمهورية في عام 1950، اتبعت إلى حد كبير نهجًا اقتصاديًا اشتراكيًا يشجع التوظيف في القطاع العام والتشريعات المؤيدة للعمال. عكست الحركة النقابية الانقسامات السياسية الرئيسية في ذلك الوقت وكانت منقسمة بشكل رئيسي على أسس الاشتراكية والشيوعية. شهدت العقود اللاحقة توسعًا كبيرًا في عضوية النقابات العمالية إذ بلغ عدد النقابات النشطة ذروته في منتصف السبعينيات ومنتصف الثمانينيات من القرن العشرين. في حين كانت سبعينيات القرن العشرين في الهند فترة اتسمت بعدم الاستقرار السياسي، تميزت الثمانينيات ببدايات تحول واضح نحو سياسات أكثر ودية تجاه السوق، ودعم الصناعيين والمعارضة الضمنية للعمال. وبرز حدثان رئيسيان خلال هذه الفترة هما إضراب السكك الحديدية عام 1974 في الهند وإضراب بومباي العظيم للمنسوجات عام 1982، والذي تبعه لاحقًا إلى مأزق طويل ومعقد.